# Готфрид II фон Зайн
Готфрид II фон Зайн (на немски: Gottfried II von Sayn; † 1354) е граф на Зайн-Хомбург-Фалендар.

## Произход
Той е единственият син на граф Енгелберт I фон Зайн-Хомбург-Фалендар († 1336) и първата му съпруга Юта фон Изенбург († сл. 1313), дъщеря на Салентин II фон Изенбург († сл. 1297) и Агнес фон Рункел († сл. 1297).

## Фамилия
Първи брак: на 24 ноември 1311 г. със София фон Фолмещайн († 1323), дъщеря на Дитрих I фон Фолмещайн-Бракел († 1313) и Кунигунда фон Дортмунд († сл. 1304). Техни деца са:
- Енгелберт II († 1344/1345), граф на Зайн-Хомбург-Фалендар, женен 1322/1323 г. за Агнес фон Грайфенщайн († сл. 1365)
- Кунигунда († сл. 1384), омъжена пр. 1338 г. за Фридрих III фон Долендорф († 1364)
- Елизабет († сл. 1396), омъжена 1330 г. за Йохан II фон Вилденбург († 1357)
- Хайнрих († 1347)
- Йохан V († сл. 1386)
- Готфрид († сл. 1349), в Светия орден
- Салентин II (ок. 1314 – 1392), граф на Изенбург-Витгеншайн, господар на Хомбург, женен I. пр. 1363 г. за Аделхайд фон Витгеншайн († 1357/1362), II. за Елизабет фон Хиршхорн († сл. 1380)

Втори брак: след 1323 г. с Мария фон Долендорф († сл. 1364), вдовица на Герхард II фон Грайфенщайн († сл. 1317), извънбрачна дъщеря на Йохан фон Долендорф-Кроненбург († 1327). Те имат децата:
- Маргарета († сл. 1392), омъжена за Рорих фон Йотгенбах († сл. 1378)
- Юта († 1387), омъжена ок. 1357 г. за Адолф III фон Графшафт-Ересхофен († 1381)
- Йохан († сл. 1372), свещеник във Фалендар